# Campagna internazionale per il bando delle mine antiuomo
La Campagna internazionale per il bando delle mine antiuomo (in inglese International Campaign to Ban Landmines, ICBL) è una coalizione di organizzazioni non governative formatasi grazie al contributo della sua coordinatrice, l'attivista americana Jody Williams. Fondata nell'ottobre del 1992, si propone di abolire la produzione e la vendita di mine antiuomo nel mondo.
Il successo più significativo della coalizione è stata l'organizzazione del trattato di Ottawa, con il quale i paesi firmatari si impegnano a proibire nei confini nazionali l'uso, l'immagazzinaggio, la produzione e la vendita delle mine antiuomo, nonché alla loro distruzione. Presentato il 3 dicembre 1997 ad Ottawa in Canada, il trattato è stato sottoscritto quello stesso giorno dai rappresentanti di 122 governi ed è entrato in vigore meno di due anni dopo. A tutto il 12 aprile del 2012, sono 159 gli stati che hanno aderito all'iniziativa, mentre sono 37 i paesi che non l'hanno ancora firmato, tra i quali gli Stati Uniti, la Russia e la Cina.
Il ruolo svolto dalla Campagna internazionale per il bando delle mine antiuomo nel trattato di Ottawa ha fruttato, sia alla coalizione che alla fondatrice Jody Williams, l'assegnazione congiunta del premio Nobel per la pace del 1997.

## Storia
Fino ai primi anni '90, Cina, Italia e l'ex U.R.S.S. erano i principali esportatori al mondo di mine terrestri. Nel 1991 alcune organizzazioni umanitarie statunitensi si incontrarono per discutere della necessità di creare un coordinamento per risolvere il problema sociale dell'utilizzo delle mine antiuomo nei conflitti sparsi nel pianeta.
Nell'ottobre del 1992 la Handicap International, Human Rights Watch, Medico International, Mines Advisory Group, Physicians for Human Rights e la Vietnam Veterans of America Foundation diedero vita al primo embrione dell'organizzazione, sotto il coordinamento di Jody Williams. Negli anni successivi, molte altre organizzazioni si sono associate alla coalizione.
Dopo il successo ottenuto con il trattato di Ottawa ed il conseguimento del premio Nobel per la pace, a partire dal 1997 viene presentata ogni anno all'Assemblea generale delle Nazioni Unite una risoluzione finalizzata al bando delle mine antiuomo. Tali risoluzioni sono state sempre adottate dall'ONU con la schiacciante maggioranza dei voti.
Nel giugno del 1998, l'ICBL ha creato un'organizzazione di monitoraggio delle mine inesplose piazzate prima e dopo la firma del trattato e del rispetto del trattato stesso da parte dei firmatari. Tale organizzazione, chiamata Landmine Monitor, ha avuto un ruolo importante nella riduzione della produzione ed installazione delle mine nel mondo e nel rinvenimento di tali ordigni nei territori soggetti alle guerre. A partire dal 2008, tale monitoraggio viene effettuato anche per le micidiali munizioni a grappolo e, dal 2009, Landmine Monitor ha cambiato il nome in Landmine and Cluster Munition Monitor.
Ogni anno, L'IBCL prepara un piano d'azione che stabilisce le priorità di intervento, sia a livello di sensibilizzazione dei governi, sia a livello di bonifica del territorio ed assistenza delle popolazioni vittime delle mine antiuomo.
Dopo il contributo decisivo di Diana Spencer, principessa del Galles, nel 2017 il principe Harry ha annunciato di voler proseguire la campagna per la cessazione delle mine antiuomo, sulle orme della madre.